# Leo Nucci
Leo Nucci (Castiglione dei Pepoli, 1942. április 16. –) olasz operaénekes (bariton), különösen Verdi operáinak szerepeiben ismert.

## Élete
A Bologna közelében található Castiglione dei Pepoliban született és Giuseppe Marchesinél tanult. 1967-ben Spoletoban debütált A sevillai borbély Figarójaként. Ezután a milánói La Scala kórusához csatlakozott, ahol 1975-ben mutatkozott be szólóban, ismét Rossini Figarójaként.
Karrierje gyorsan nemzetközi fordulatot vett. 1978-ban debütált a londoni Royal Opera Houseban, Millerként a Luisa Millerben, és 1980-ban a New York-i Metropolitan Operában Renato/Ankarström szerepében Az álarcosbálban. Ez utóbbi szerepében lépett először színpadra 1981-ben a párizsi Opéra Garnierben és 1989-ben a Salzburgi Ünnepi Játékokon is, Herbert von Karajan vezényletével. Pályafutása során többször volt partnere Luciano Pavarotti, Joan Sutherland és Plácido Domingo. 
2003. június 6-án fellépett a Herbert von Karajan emlékkoncerten James Allen Gähres karmester vezényletével az ulmi Congress-Centrumban, Stella Grigorian és Vera Schoenberg énekesekkel, akikkel olasz operaáriákat és duetteket énekelt.
2016 januárjában a milánói La Scalában szerepelt a Rigoletto címszereplőjeként Nadine Sierrával, aki Gildát alakította. 2019. október 10-én lépett utoljára színpadra karrierje során, Giuseppe Verdi születésének évfordulója alkalmából, Parmában.
Hosszú és sikeres pályát tudhat magáénak. Repertoárja a teljes olasz repertoárt magában foglalja a bel cantotól a verizmusig, és technikai és színészi képességeit elsősorban Verdi operák – nevezetesen Rigoletto, Macbeth, Luna gróf, Georges Germont, Posa márki, Amonasro, Jago és Falstaff – szerepeiben mutatta meg. Csupán Rigoletto szerepét több mint 500 alkalommal énekelte.

### Magánélete
Felesége Adriana Anelli szoprán, akitől egy lánya született.

## Szerepei
| Opera                           | Zeneszerző                | Szerep                          |
| ------------------------------- | ------------------------- | ------------------------------- |
| A csengő                        | Gaetano Donizetti         | Enrico                          |
| Aida                            | Giuseppe Verdi            | Amonasro                        |
| Adriana Lecouvreur              | Francesco Cilea           | Michonnet                       |
| Andrea Chénier                  | Umberto Giordano          | Carlo Gérard                    |
| A Nyugat lánya                  | Giacomo Puccini           | Sonora                          |
| A kegyencnő                     | Gaetano Donizetti         | XI. Alfonz                      |
| A két Foscari                   | Giuseppe Verdi            | Francesco Foscari               |
| Anyegin                         | Pjotr Iljics Csajkovszkij | Anyegin                         |
| A puritánok                     | Vincenzo Bellini          | Sir Riccardo Forth              |
| A reimsi utazás                 | Gioachino Rossini         | Don Alvaro                      |
| A sevillai borbély              | Gioachino Rossini         | Figaro                          |
| A szicíliai vecsernye           | Giuseppe Verdi            | Montfort hercege                |
| A török Itáliában               | Gioachino Rossini         | Prosdocimo                      |
| A trubadúr                      | Giuseppe Verdi            | Luna gróf                       |
| Attila                          | Giuseppe Verdi            | Ezio                            |
| A végzet hatalma                | Giuseppe Verdi            | Don Carlos di Vargas            |
| Az álarcosbál                   | Giuseppe Verdi            | Renato                          |
| Bajazzók                        | Ruggero Leoncavallo       | Tonio                           |
| Bohémélet                       | Giacomo Puccini           | Marcello                        |
| Don Carlos                      | Giuseppe Verdi            | Posa márki                      |
| Don Pasquale                    | Gaetano Donizetti         | Malatesta                       |
| Ernani                          | Giuseppe Verdi            | Don Carlos                      |
| Éljen a mama!                   | Gaetano Donizetti         | Mamma Agata                     |
| Falstaff                        | Giuseppe Verdi            | Sir John Falstaff, Ford         |
| Gianni Schicchi                 | Giacomo Puccini           | Gianni Schicchi                 |
| Idomeneo                        | Wolfgang Amadeus Mozart   | Arbace                          |
| Lammermoori Lucia               | Gaetano Donizetti         | Lord Enrico Ashton              |
| La rondine (A fecske)           | Giacomo Puccini           | Rambaldo Fernandez              |
| Lidércek                        | Giacomo Puccini           | Guglielmo                       |
| Luisa Miller                    | Giuseppe Verdi            | Miller                          |
| Macbeth                         | Giuseppe Verdi            | Macbeth                         |
| Manon Lescaut                   | Giacomo Puccini           | Lescaut                         |
| Maria de Rudenz                 | Gaetano Donizetti         | Corrado Waldorf                 |
| Nabucco                         | Giuseppe Verdi            | Nabucco                         |
| Otello                          | Giuseppe Verdi            | Jago                            |
| Pillangókisasszony              | Giacomo Puccini           | Sharpless                       |
| Prima la musica e poi le parole | Antonio Salieri           | Il poeta                        |
| Rigoletto                       | Giuseppe Verdi            | Rigoletto                       |
| Rómeó és Júlia                  | Charles Gounod            | Mercutio                        |
| Simon Boccanegra                | Giuseppe Verdi            | Simon Boccanegra, Paolo Albiani |
| Stiffelio                       | Giuseppe Verdi            | Stankar                         |
| Szerelmi bájital                | Gaetano Donizetti         | Belcore                         |
| Tosca                           | Giacomo Puccini           | Scarpia                         |
| Traviata                        | Giuseppe Verdi            | Giorgio Germont                 |

## Diszkográfia
| Év   | Opera              | Szerep             | További szereplők                                           | Karmester           | Kiadó               |
| ---- | ------------------ | ------------------ | ----------------------------------------------------------- | ------------------- | ------------------- |
| 1979 | Lidércek           | Guglielmo Wulf     | Renata Scotto, Plácido Domingo, Tito Gobbi                  | Lorin Maazel        | Sony                |
| 1981 | Aida               | Amonasro           | Katia Ricciarelli, Plácido Domingo, Elena Obrazcova         | Claudio Abbado      | Deutsche Grammophon |
| 1981 | A török Itáliában  | Prosdocimo         | Samuel Ramey, Montserrat Caballé, Enzo Dara                 | Riccardo Chailly    | CBS                 |
| 1982 | A sevillai borbély | Figaro             | Marilyn Horne, Paolo Barbacini, Enzo Dara                   | Riccardo Chailly    | Cetra               |
| 1982 | Don Pasquale       | Malatesta          | Sesto Bruscantini, Mirella Freni, Gösta Winbergh            | Riccardo Muti       | EMI                 |
| 1983 | La rondine         | Rambaldo Fernandez | Kiri Te Kanawa, Placido Domingo, Mariana Nicolesco          | Lorin Maazel        | CBS                 |
| 1983 | Don Carlos         | Posa márki         | Ruggero Raimondi, Placido Domingo, Katia Ricciarelli        | Claudio Abbado      | Deutsche Grammophon |
| 1983 | Idomeneo           | Arbace             | Luciano Pavarotti, Agní Bálca, Edita Gruberová              | John Pritchard      | Decca               |
| 1984 | Tosca              | Scarpia            | Kiri Te Kanawa, Giacomo Aragall                             | Solti György        | Decca               |
| 1984 | A szerelmi bájital | Belcore            | Katia Ricciarelli, José Carreras, Domenico Trimarchi        | Claudio Scimone     | Philips             |
| 1984 | Andrea Chénier     | Carlo Gérard       | Luciano Pavarotti, Montserrat Caballé                       | Riccardo Chailly    | Decca               |
| 1985 | Aida               | Amonasro           | Maria Chiara, Luciano Pavarotti, Ghena Dimitrova            | Lorin Maazel        | Decca               |
| 1987 | Ernani             | Don Carlos         | Luciano Pavarotti, Joan Sutherland, Paata Burchuladze       | Richard Bonynge     | Decca               |
| 1987 | Macbeth            | Macbeth            | Shirley Verrett, Samuel Ramey, Veriano Luchetti             | Riccardo Chailly    | Decca               |
| 1988 | Simon Boccanegra   | Simon Boccanegra   | Kiri Te Kanawa, Giacomo Aragall, Paata Burchuladze          | Solti György        | Decca               |
| 1988 | A sevillai borbély | Figaro             | Cecilia Bartoli, William Matteuzzi, Enrico Fissore          | Giuseppe Patanè     | Decca               |
| 1988 | Adriana Lecouvreur | Michonnet          | Joan Sutherland, Carlo Bergonzi, Cleopatra Ciurca           | Richard Bonynge     | Decca               |
| 1989 | Rigoletto          | Rigoletto          | June Anderson, Luciano Pavarotti, Nikolaj Georgijev Gjaurov | Riccardo Chailly    | Decca               |
| 1989 | A szerelmi bájital | Belcore            | Luciano Pavarotti, Kathleen Battle, Enzo Dara               | James Levine        | Deutsche Grammophon |
| 1989 | Az álarcosbál      | Renato             | Placido Domingo, Florence Quivar, Cso Szumi                 | Herbert von Karajan | Deutsche Grammophon |
| 1990 | A trubadúr         | Luna gróf          | Luciano Pavarotti, Antonella Banaudi, Shirley Verrett       | Zubin Mehta         | Decca               |
| 1991 | Gianni Schicchi    | Gianni Schicchi    | Mirella Freni, Roberto Alagna                               | Bruno Bartoletti    | Decca               |

## DVD & BLU-RAY
| Év   | Opera                 | Szerep              | További szereplők                                                 | Karmester           | Kiadó               |
| ---- | --------------------- | ------------------- | ----------------------------------------------------------------- | ------------------- | ------------------- |
| 1982 | Falstaff              | Ford                | Renato Bruson, Katia Ricciarelli, Lucia Valentini Terrani         | Carlo Maria Giulini | Deutsche Grammophon |
| 1982 | Lammermoori Lucia     | Enrico Ashton       | Katia Ricciarelli, José Carreras                                  | Lamberto Gardelli   | Bel Canto Society   |
| 1984 | A végzet hatalma      | Don Carlo di Vargas | Leontyne Price, Giuseppe Giacomini, Bonaldo Giaiotti              | James Levine        | Deutsche Grammophon |
| 1986 | A szicíliai vecsernye | Montfort hercege    | Susan Dunn, Veriano Luchetti, Bonaldo Giaiotti                    | Riccardo Chailly    | Warner Classics     |
| 1987 | Rigoletto             | Rigoletto           | Alfredo Kraus, Luciana Serra, Michele Pertusi                     | Angelo Campori      | Hardy Classics      |
| 1987 | Macbeth               | Macbeth             | Shirley Verrett, Samuel Ramey, Veriano Luchetti                   | Riccardo Chailly    | Deutsche Grammophon |
| 1990 | Az álarcosbál         | Renato              | Plácido Domingo, Josephine Barstow, Cso Szumi                     | Solti György        | TDK                 |
| 1991 | Az álarcosbál         | Renato              | Luciano Pavarotti, Aprile Millo, Harolyn Blackwell                | James Levine        | Deutsche Grammophon |
| 1994 | Traviata              | Giorgio Germont     | Angela Gheorghiu, Frank Lopardo                                   | Solti György        | Decca               |
| 2000 | A két Foscari         | Francesco Foscari   | Vincenzo La Scola, Aleksandrina Pendačanska                       | Nello Santi         | TDK                 |
| 2000 | Tosca                 | Scarpia             | Maria Guleghina, Salvatore Licitra, Alfredo Mariotti              | Riccardo Muti       | Euro Arts/RAI       |
| 2001 | Rigoletto             | Rigoletto           | Aquiles Machado, Inva Mula, Mario Luperi, Sarah M'Punga           | Marcello Viotti     | Arthaus Musik       |
| 2001 | Otello                | Jago                | Plácido Domingo, Barbara Frittoli, Rossana Rinaldi                | Riccardo Muti       | TDK                 |
| 2001 | Nabucco               | Nabucco             | Maria Guleghina, Giacomo Prestia                                  | Fabio Luisi         | TDK                 |
| 2005 | A sevillai borbély    | Figaro              | Raul Giménéz, Anna Bonitatibus, Alfonso Antoniozzi                | Maurizio Barbacini  | Hardy Classics      |
| 2005 | A szerelmi bájital    | Belcore             | Anna Jurjevna Nyetrebko, Rolando Villazón, Ildebrando D'Arcangelo | Alfred Eschwé       | Virgin Classics     |
| 2005 | A trubadúr            | Luna gróf           | Dīmītra Theodosiou, Miroslav Dvorsky, Mariana Pentcheva           | Carlo Rizzi         | Hardy Classics      |
| 2006 | Macbeth               | Macbeth             | Sylvie Valayre, Enrico Iori                                       | Bruno Bartoletti    | TDK                 |
| 2006 | Rigoletto             | Rigoletto           | Piotr Beczała, Elena Mosuc                                        | Nello Santi         | Arthaus             |
| 2007 | Nabucco               | Nabucco             | Maria Guleghina, Carlo Colombara                                  | Daniel Oren         | Decca               |
| 2009 | Gianni Schicchi       | Gianni Schicchi     | Nino Machaidze, Vittorio Grigolo                                  | Riccardo Chailly    | Hardy Classics      |
| 2013 | Rigoletto             | Rigoletto           | Nino Machaidze, Francesco Demuro                                  | Massimo Zanetti     | Unitel Classica     |
| 2013 | A szicíliai vecsernye | Monfort hercege     | Daniela Dessì, Fabio Armiliato, Giacomo Prestia                   | Massimo Zanetti     | Unitel Classica     |

## Fordítás
- Ez a szócikk részben vagy egészben  a   Leo Nucci című angol Wikipédia-szócikk ezen változatának fordításán alapul.  Az eredeti cikk szerkesztőit annak laptörténete sorolja fel. Ez a jelzés csupán a megfogalmazás eredetét és a szerzői jogokat jelzi, nem szolgál a cikkben szereplő információk forrásmegjelöléseként.

## Külső hivatkozások
- Hivatalos weboldal
- Streamopera.com/Leo Nucci Archiválva 2016. április 5-i dátummal a Wayback Machine-ben